# بستنیا (کالیفرنیا)
بستنیا (به انگلیسی: Bostonia) یک منطقهٔ مسکونی در ایالات متحده آمریکا است که در شهرستان سن دیگو، کالیفرنیا واقع شده‌است. بستنیا ۵٫۰۰ کیلومتر مربع مساحت و ۱۵٬۳۷۹ نفر جمعیت دارد و ۱۴۸ متر بالاتر از سطح دریا واقع شده‌است.